# Кісточково-плечовий індекс
Кісточково-плечовий індекс (КПІ) — це співвідношення артеріального тиску нижніх кінцівок до артеріального тиску верхніх кінцівок. Визначення КПІ є одним із найдоступніших неінвазивних методів діагностики захворювань периферичних артерій (ЗПА).
КПІ використовується для об'єктивної оцінки ЗПА нижніх кінцівок в епідеміологічних дослідженнях та в лікарській практиці. Також КПІ є прогностичним показником, що може використовуватись для прогнозу збереження кінцівки, загоєння ран та виживання пацієнтів. КПІ може бути використаний як інструмент скринінгу ЗПА нижніх кінцівок або для моніторингу ефективності лікування.

## Методика
Обладнання, необхідне для проведення дослідження:
- Сфігмоманометр.
- Ультразвуковий апарат для проведення допплерівського дослідження.

У приміщенні мають бути забезпечені комфортні умови. Не рекомендовано, щоб пацієнт перед дослідженням мав значні фізичні навантаження, палив, їв, вживав спиртні напої, каву. Пацієнта вкладають на кушетку спиною. Після 10 хвилин спокою розпочинають дослідження:
1. Манжету сфігмоманометра накладають на плече. За допомогою ультразвукового датчика знаходять плечову артерію. Нагнітають повітря в манжету до тиску, який би перевищував систолічний артеріальний тиск й поступово стравлюють повітря. В момент, коли ультразвуковий апарат зафіксує появу потоку крові в плечовій артерії, реєструють показання сфігмоманометра.
2. Дослідження повторюють на протилежній руці.
3. Манжету сфігмоманометра накладають на гомілку. За допомогою ультразвукового датчика знаходять задню гомілкову артерію. Нагнітають повітря в манжету до тиску, який би перевищував систолічний артеріальний тиск й поступово стравлюють повітря. В момент, коли ультразвуковий апарат зафіксує появу потоку крові в задній гомілковій артерії, реєструють показання сфігмоманометра.
4. Манжету сфігмоманометра залишається на гомілці. За допомогою ультразвукового датчика знаходять передню гомілкову артерію. Нагнітають повітря в манжету до тиску, який би перевищував систолічний артеріальний тиск й поступово стравлюють повітря. В момент, коли ультразвуковий апарат зафіксує появу потоку крові в передній гомілковій артерії, реєструють показання сфігмоманометра.
5. Дослідження повторюють на протилежній нозі.
6. Після визначення всіх показників проводять розрахунок індексу за формулою для кожної ноги окремо:

КПІ=АТлн/АТр та КПІ=АТпн/АТр, де
КПІ — кісточково-плечовий індекс;
АТлн — найнижчий із зафіксованих показників артеріального тиску на лівій нозі.
АТр — найвищий із зафіксованих на руках показників артеріального тиску.
АТпн — найнижчий із зафіксованих показників артеріального тиску на правій нозі.

## Інтерпретація результатів
| Показник КПІ | Інтерпретація      | Рекомендація                                                                               |
| ------------ | ------------------ | ------------------------------------------------------------------------------------------ |
| 1,0 — 1,40   | Нормальне значення | Наявність ЗПА малоймовірна.                                                                |
| 0,91 — 0,99  | Межове             | Корекція факторів ризику.                                                                  |
| ≤ 0,90       | Ураження артерій   | Відмова від паління, розглянути прийом антиагрегантів (аспірин, клопідогрель) та статинів. |

У випадку неможливості проведення компресії артерій (склероз Менкеберга), або при величині КПІ > 1,40, альтернативним є визначення пальце-плечового індекса.